# 354 Eleonora
354 Eleonora eller 1893 A är en stor asteroid i huvudbältet, som upptäcktes 17 januari 1893 av den franske astronomen Auguste Charlois. Ursprunget till namnet är okänt.
Asteroiden har en diameter på ungefär 148 kilometer.